# Штефан Кірмаєр
Штефан Кірмаєр (нім. Stefan Kirmaier; 28 липня 1889, Лахен, Німецька імперія — 22 листопада 1916, Лебеф, Франція) — німецький льотчик-ас, оберлейтенант Баварської армії.

## Біографія
Учасник Першої світової війни, до переведення в авіацію служив у 8-му піхотному полку. В 1915/16 роках літав в 203-му льотному дивзіоні, потім був переведений в бойове командування одномісних літаків «Ямец». У його складі Кірмаєр здобув 3 перемоги, а 5 жовтня 1916 року увійшов до складу 2-ї винищувальної ескадрильї. Після загибелі Освальда Бельке 28 жовтня 1916 року Кірмайєр прийняв командування над ескадрильєю, але 22 листопада о 13:10 і сам був збитий і загинув у повітряній бою над селом Лебеф. Кірмайєр був убитий єдиною кулею в потилицю. Перемогу над ним зарахували капітану Джону Оліверу Ендрюсу, кавалеру Воєнного хреста, та 2-му лейтенанту Келвіну Кроуфорду, що літали на DH.2 у 24-й ескадрильї.
Всього за час бойових дій здобув 11 повітряних перемог.

## Нагороди
- Залізний хрест 2-го і 1-го класу
- Нагрудний знак військового пілота (Баварія)
- Королівський орден дому Гогенцоллернів, лицарський хрест з мечами (22 листопада 1916)